# NGC 7785
NGC 7785 (również PGC 72867 lub UGC 12841) – galaktyka eliptyczna (E5), znajdująca się w gwiazdozbiorze Ryb. Odkrył ją William Herschel 25 października 1785 roku.